# Tori Black
Tori Black (ur. 26 sierpnia 1988 w Seattle) – amerykańska aktorka i reżyserka filmów pornograficznych.

## Życiorys

### Wczesne lata
Urodziła się w Seattle w stanie Waszyngton w rodzinie pochodzenia angielskiego, niemieckiego i indyjskiego. Po ukończeniu szkoły średniej przeprowadziła się do Los Angeles. Studiowała na wydziale dziennikarstwa na Western Washington University.

### Kariera
W wieku 18 lat rozpoczęła karierę w Fort Lauderdale w stanie Floryda, gdzie spędzała letnie wakacje. Po tym jak jej rodzice nalegali, by znalazła pracę, zobaczyła ogłoszenie agencji dla dorosłych i wysłała swoje zdjęcia. Tydzień później podpisała kontrakt z agencją. W 2007 nakręciła pierwszą scenę seksu solo dla The Score Group. Przyjęła nazwisko Black („czarny”), ponieważ w życiu prywatnym przebywała tylko z czarnoskórymi i stała się znana głównie z filmów z czarnoskórymi aktorami.
W 2008 reprezentowała ją agencja LA Direct Models, poza tym współpracowała m.in. z takimi studiami jak Evil Angel, Club Jenna, Elegant Angel, Digital Sin, New Sensations, Red Light District, Jules Jordan Video, 3rd Degree, Pink Visual, Spearmint Rhino Filmy, Tom Byron, Reality Kings i Wicked Pictures. W 2009 w filmie Sex Interactive with Tori Black wystąpiła po raz pierwszy w scenie seksu analnego.
W grudniu 2008 została ulubienicą miesiąca magazynu „Penthouse”. Po raz pierwszy nagrała scenę dla Vivid Entertainment w Centerfolds Exposed (2009) ze Steve’em Holmesem.
W 2010 została wybrana przez miesięcznik „Maxim” jako jedna z 12 najlepszych gwiazd porno, a magazyn „Loaded” określił, że jest najlepszą twarzą w branży.
W 2010 i 2011 roku odebrała nagrodę AVN Award i XRCO Award w kategorii „Wykonawczyni roku”.
5 maja 2016 w Los Angeles wzięła udział w serii Casting X Pierre’a Woodmana.
W 2011 magazyn „Lifestyle Stores” wybrał ją jako jedną z 100 najgorętszych aktorek porno, została również uznana przez CNBC za jedną z 12 najpopularniejszych gwiazd porno, a CNBC dostrzegł ją w roli Kobiety-Kota w filmie Vivid Entertainment Batman XXX: A Porn Parody (2010).
Pojawiła się gościnnie w 3. odcinku pt. „Gem and Loan”, w drugim sezonie serialu kryminalnego Showtime Ray Donovan jako gwiazda pornograficzna Lexi Steel. Wystąpiła również jako nastoletnia matka w filmie L.A. Slasher (2015) u boku Andy’ego Dicka, Drake’a Bella, Mischy Barton i Dave’a Bautisty.
We wrześniu 2018 zajęła piąte miejsce w rankingu „31 gwiazd porno” (31 pornstars), ogłoszonym przez hiszpański portal 20minutos.es.

## Życie prywatne
Spotykała się z afroamerykańskim aktorem porno Tee Reelem. 14 października 2011 urodziła syna ze związku z czarnoskórym Lyndellem Andersonem. 6 lutego 2013 Tori Black ogłosiła na swojej oficjalnej stronie internetowej, że jest w czwartym miesiącu ciąży z drugim dzieckiem. 26 lipca na swojej osobistej stronie na Twitterze ogłosiła, że urodziła drugiego syna. W 2014 wyszła za mąż.
W styczniu 2012 została aresztowana za domową awanturę w hotelu w Las Vegas, jak pokłóciła się ze swoim narzeczonym Lyndellem Andersonem, który nie miał wystarczającej ilości mleka dla ich pięciomiesięcznego syna. Później opublikowała oświadczenie wyjaśniające, że awantura była wynikiem jej libacji po nocnej imprezie.

## Nagrody
| Rok  | Nagroda         | Kategoria                                       | Film                               | Pozostali wykonawcy |
| ---- | --------------- | ----------------------------------------------- | ---------------------------------- | --- |
| 2009 | CAVR Award      | Laska roku (Hottie of Year)                     | –                                  | – |
| 2009 | XRCO Award      | Gwiazdka roku                                   | –                                  | – |
| 2009 | F.A.M.E. Awards | Ulubiona gwiazdka                               | –                                  | – |
| 2010 | AVN Award       | Wykonawczyni roku                               | –                                  | – |
| 2010 | AVN Award       | Najlepsza scena seksu samych dziewczyn          | Field of Schemes 5 (2009)          | Lexi Belle |
| 2010 | AVN Award       | Najlepsza scena seksu trójosobowego dziewczyn   | The 8th Day (2009)                 | Poppy Morgan i Bree Olson |
| 2010 | AVN Award       | Najlepsza złośnica)                             | Tori Black Is Pretty Filthy (2009) | – |
| 2010 | AVN Award       | Najlepsza scena seksu trójosobowego             | Tori Black Is Pretty Filthy (2009) | Mark Ashley i Rebeca Linares |
| 2010 | XBIZ Award      | Wykonawczyni roku                               | –                                  | – |
| 2010 | XRCO Award      | Wykonawczyni roku                               | –                                  | – |
| 2010 | F.A.M.E. Awards | Ulubiona gwiazdka                               | –                                  | – |
| 2011 | AVN Award       | Najlepsza scena seksu oralnego                  | Stripper Diaries (2010)            | – |
| 2011 | AVN Award       | Najlepsza scena seksu POV                       | Jack’s POV 15 (2009)               | – |
| 2011 | AVN Award       | Najlepsza scena seksu w zagranicznej produkcji' | Tori Black: Nymphomaniac (2010)    | Steve Holmes i Jazz Duro |
| 2011 | AVN Award       | Wykonawczyni roku                               | –                                  | – |
| 2011 | XBIZ Award      | Internetowa gwiazda roku ToriBlack.com          | –                                  | – |
| 2019 | XBIZ Award      | Najlepsza scena seksu                           | After Dark (2018)                  | Derrick Pierce i Adriana Chechik |
| 2019 | AVN Award       | Najlepsza scena seksu grupowego                 | After Dark (2018)                  | Mia Malkova, Angela White, Jessa Rhodes, Abella Danger, Kira Noir, Vicki Chase, Ana Foxxx, Bambino, Mick Blue, Ricky Johnson, Ryan Driller i Alex Jones |
| 2022 | AVN Award       | Sala sławy Hall of Fame AVN                     | –                                  | – |

## Filmografia
| Rok  | Tytuł                                                 | Rola                | Reżyser              |
| ---- | ----------------------------------------------------- | ------------------- | -------------------- |
| 2010 | Half Moon                                             | Rose                | Jason Toler          |
| 2011 | The New Erotic: Art Sex Revolution(film dokumentalny) | w roli samej siebie | Ramzi Abed           |
| 2013 | Don Jon                                               | aktorka porno       | Joseph Gordon-Levitt |
| 2013 | Not Another Celebrity Movie                           | gwiazda porno       | Emilio Ferrari       |
| 2014 | Uwiązani (Men, Women & Children)                      | w roli samej siebie | Jason Reitman        |
| 2014 | Ray Donovan                                           | Lexi Steele         | Phil Abraham         |
| 2015 | L.A. Slasher                                          | nastoletnia matka   | Martin Owen          |